# Ràdio Pakcelona
Ràdio Pakcelona fou una emissora de ràdio privada en urdú a Barcelona que operava sense llicència dirigida a la comunitat pakistanesa de Barcelona. Va operar entre abril de 2007 i març de 2008, i temporalment va continuar emetent per internet.